# Richard Staimer
Richard Staimer (* 25. Januar 1907 in München; † 24. Oktober 1982 in Ost-Berlin) war ein deutscher Kommunist, Spanienkämpfer und Generalmajor der NVA. Er war von 1955 bis 1963 Vorsitzender des Zentralvorstandes der Gesellschaft für Sport und Technik (GST).

## Leben

### Jugend
Nach dem Besuch der Volksschule erlernte der Sohn des ehemaligen Münchner Polizeipräsidenten und Gewerkschaftssekretärs Josef Staimer von 1922 bis 1925 das Handwerk des Fliesenlegers. Diesen Beruf übte er bis 1931 aus, wobei er zwischen 1927 und 1929 auf Wanderschaft war und 1929/1930 in der Schweiz und Österreich arbeitete. Durch die Mitgliedschaft in einer freien proletarischen Kindergruppe ab 1920 geprägt, trat Staimer mit Lehrbeginn in den KJVD ein. 1923 gehörte er dem M-Apparat sowie der Bezirksleitung Nord-Bayern des KJVD an. 1925 wurde er Mitglied der KPD. Gleichzeitig trat er weiteren kommunistischen Organisationen bei, wie etwa der Roten Hilfe, der RGO und dem RFB. 1930 wurde Staimer wegen politischer Tätigkeit aus Österreich ausgewiesen. Er fand in Nürnberg Arbeit als Bauarbeiter und wurde Leiter der Zersetzungsarbeit in der Polizei und der Reichswehr im M-Apparat für Nürnberg und Vorsitzender des Deutschen Bauarbeiterverbandes. 1931 wurde er als Kursant von der Kommunistischen Internationale an eine militärpolitische Schule nach Moskau delegiert. Von November 1931 bis Oktober 1932 war er Gauleiter des mittlerweile verbotenen RFB Nordbayern, zugleich Referent und Instrukteur der KPD-Bezirksleitung. Danach war er bis Februar 1933 illegal in Berlin tätig. Als Staimer im Juni 1933 eine Anklage wegen Hochverrats drohte, emigrierte er in die Sowjetunion.

### In der Emigration
Nach Ankunft in Moskau wurde er Schüler der Kommunistischen Universität der nationalen Minderheiten des Westens Julian Marchlewski. Dort erhielt er den Decknamen Egon. Nach Ausbruch des Spanischen Bürgerkriegs und der Aufstellung der Interbrigaden ging Staimer nach Spanien. Er war zeitweise Kommandeur des Thälmann-Bataillons sowie später Kommandeur der XI. Internationalen Brigade unter dem Decknamen General Hoffmann. Im Zusammenhang mit Hans Beimlers Tod taucht Staimer immer wieder in der Funktion eines GRU-Agenten als Todesschütze auf. Dies konnte jedoch bis heute nicht geklärt werden. Eine Mitwirkung Staimers an Beimlers Tod ist aber wahrscheinlich. Im Range eines Majors kehrte er im Januar 1938 nach Moskau zurück. Ab Februar 1939 wurde Staimer in Westeuropa eingesetzt. Zunächst hielt er sich im März/April 1939 in Paris auf und ging dann für die KPD illegal in die Schweiz. Am 7. Dezember 1939 wurde Staimer in Basel verhaftet und für über ein Jahr in der Schweiz interniert, die längste Zeit in der Strafanstalt St. Gallen. Zudem stand er seit Anfang 1941 auf der Sonderfahndungsliste „UdSSR“ der Gestapo. Staimer gelang es jedoch durch Erlangung der sowjetischen Staatsbürgerschaft, nach Italien auszureisen, von wo er am 4. Juli 1941 mit dem Personal der sowjetischen Botschaft in Rom in die Sowjetunion zurückkehrte. Ab August 1941 erhielt Staimer eine militärische Spezialausbildung in der Nähe von Moskau, um danach an die KI-Schule in Kuschnarenkowo gesandt zu werden. Dort wurde er Ende 1941 wegen „Verletzung der konspirativen Regeln und persönlicher Schwächen“ abberufen. Die anschließende Parteiuntersuchung überstand er ohne Maßregelung. Zur Bewährung musste Staimer eine Tätigkeit in einem Baubetrieb in Ufa übernehmen, bis er auf Beschluss der KPD-Führung im Mai 1943 erneut in die Parteiarbeit einbezogen wurde. Kurzzeitig war er daraufhin Instrukteur im Kriegsgefangenenlager für Offiziere Nr. 97 in Jelabuga. Er wurde jedoch noch 1943 durch das NKWD abberufen und nach Ufa rückversetzt. Nach einem vorbereitenden politischen Lehrgang in der Nähe von Moskau kehrte Staimer im Juli 1945 nach Deutschland zurück.

### Laufbahn in der DDR

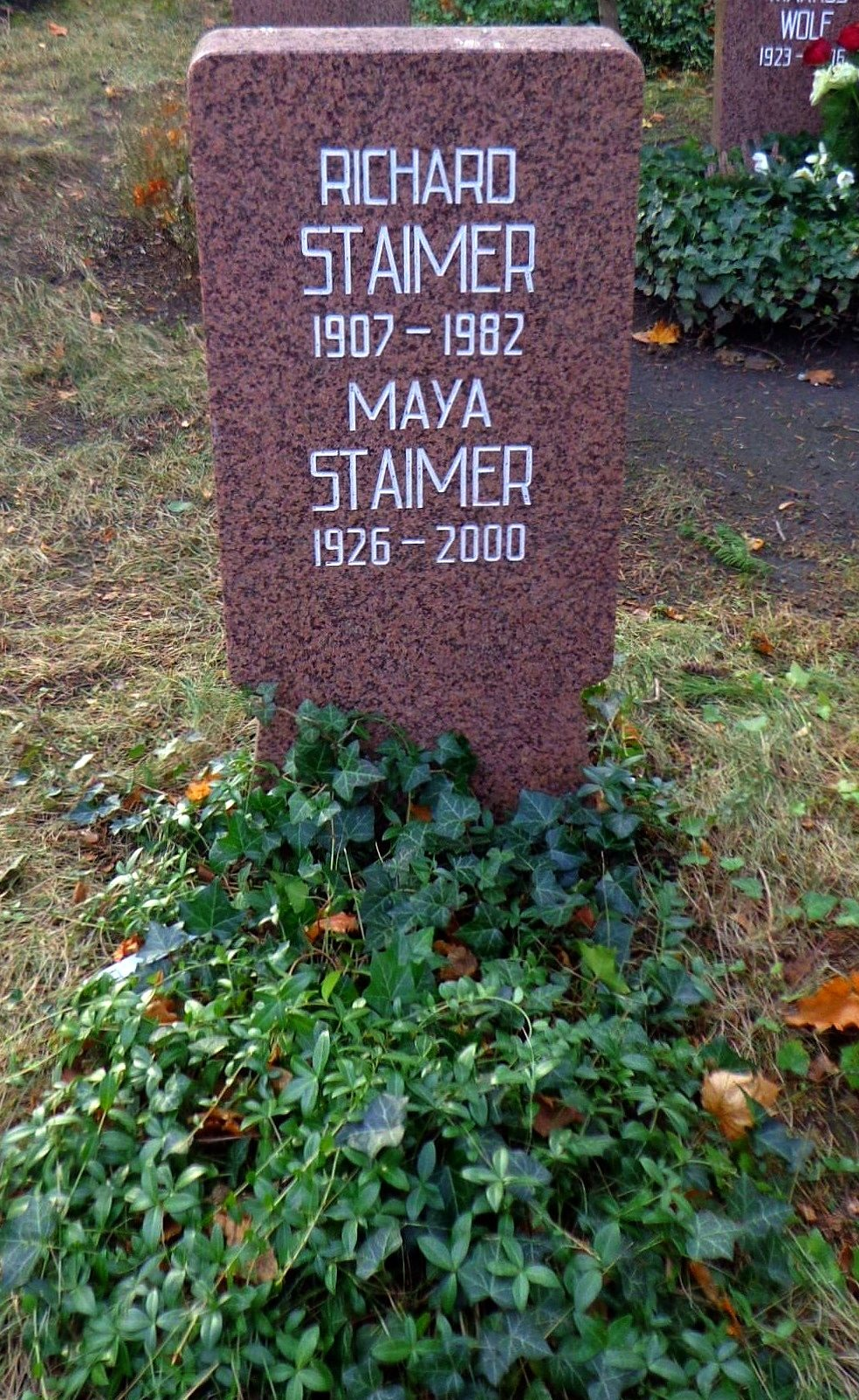
Grabstätte

Staimer wurde zunächst Leiter der Polizeiinspektion Berlin-Prenzlauer Berg. Seit 1946 SED-Mitglied, wurde er im April 1946 Chef der Landespolizeibehörde Brandenburg in Potsdam, ab dem 1. November 1950 im Range eines Chefinspekteurs. 
Am 7. November 1947 heiratete er Eleonore Pieck, die Tochter von Wilhelm Pieck. Vermutlich lernten sich beide bei Aufenthalten in Ufa oder Kuschnarenkowo kennen, die Überschneidung in den Biographien beider lassen diese Vermutung zu. Die Ehe bestand bis 1954.
1950 und 1951 wurde Staimer zu einem militärischen Sonderlehrgang nach Priwolsk (UdSSR) delegiert. Danach war er bis 1952 Kommandeur der VP-Bereitschaft Leipzig im Range eines General-Inspekteurs. Staimer nahm vorerst seinen Abschied aus den bewaffneten Organen und bekleidete von 1952 bis 1954 das Amt des stellvertretenden Generaldirektors der Deutschen Reichsbahn, verantwortlich dabei für die Kaderarbeit. Zusätzlich wurde er ab Mai 1954 zum stellvertretenden Minister für Verkehrswesen ernannt. Von 1955 bis zum Februar 1963 war Staimer Vorsitzender des Zentralvorstands der GST. Zugleich wurde er 1955 Mitglied des Zentralrats der FDJ und war bis 1965 Mitglied des Nationalrats der Nationalen Front. Am 6. Mai 1955 erhielt er den Vaterländischen Verdienstorden in Silber. Am 15. Februar 1960 wurde Staimer zum Generalmajor der Reserve ernannt. Seine Reaktivierung erfolgte am 1. April 1963. Er wurde zum Leiter der Abteilung für militärische Ausbildung beim Staatssekretariat beziehungsweise Ministerium für Hoch- und Fachschulwesen ernannt. 1967 erhielt er den Vaterländischen Verdienstorden (VVO) in Gold.
Zum 1. Oktober 1969 wurde Staimer in die Reserve versetzt und ging in Rente. 1977 erhielt er den Karl-Marx-Orden und 1982 die Ehrenspange zum VVO in Gold. Seine Urne wurde in der Grabanlage Pergolenweg des Berliner Zentralfriedhofs Friedrichsfelde beigesetzt.
Im Jahr 1988 wurde dem Kampfschwimmerkommando 18 der Ehrenname „Richard Staimer“ verliehen.